# Richard Huelsenbeck
Carl Wilhelm Richard Huelsenbeck, efternamnet ursprungligen stavat Hülsenbeck, som verksam psykoanalytiker i New York under flera decennier Charles R. Hulbeck, född 23 april 1892 i Frankenau, död 20 april 1974 i Muralto, var en tysk författare, lyriker, essäist, dramatiker, läkare och psykoanalytiker. Han tillhörde den ursprungliga kretsen av dadaister som framförde sina verk på Cabaret Voltaire i Zürich 1916. Vid första världskrigets slut deltog han i etablerandet av dadaismen i Berlin tillsammans med bland andra Raoul Hausmann, Hannah Höch, George Grosz och John Heartfield.

## Liv

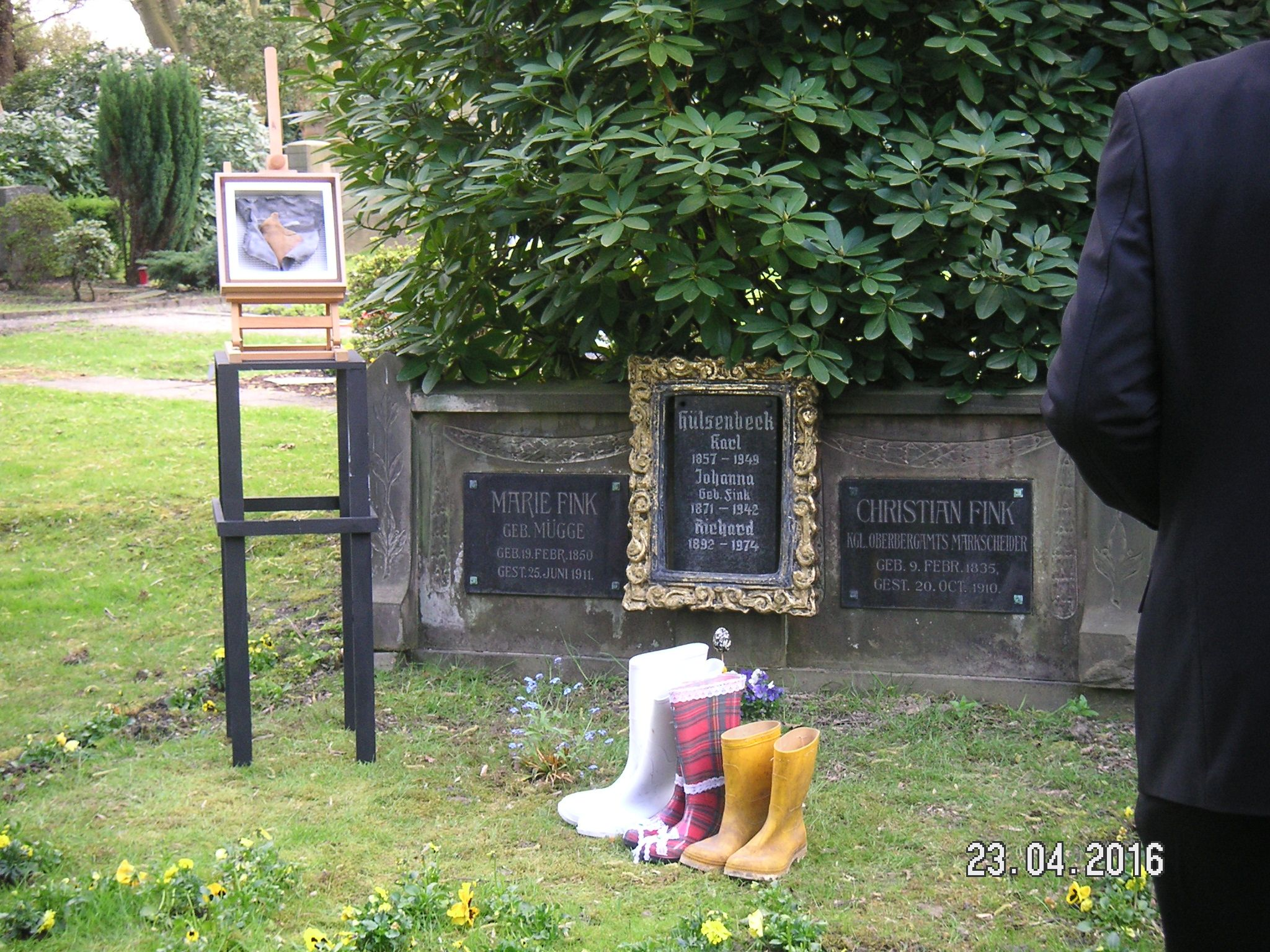
Vid Richard Huelsenbecks grav på hans 124-årsdag och till 100-årsminnet av dadas födelse.

Richard Huelsenbeck föddes den 23 april 1892 i Frankenau, i nuvarande Hessen (dåvarande Hessen-Nassau) som son till apotekare Carl Hülsenbeck (1857–1949) och Johanna, f. Fink (1871–1942). Han hade en tre år yngre syster som hette Elisabeth (1895—1919, gift Kasiske). Året innan hennes födelse flyttade familjen till Dortmund, därefter 1898 till Bochum. Som 16-årig läroverkselev var Richard medlem av ett förbjudet hemligt sällskap på skolan. När detta uppdagades av rektorn tvingades den vanartige eleven att byta skola. 1908 flyttade han därför ensam från Bochum till lärosätet Arnoldinum i småstaden Burgsteinfurt. Här lärde han känna Karl Doehmann som ett decennium senare skulle delta i Berlins dadarörelse under namnet Daimonides. Vid tiden för Richards studentexamen 1911 flyttade föräldrarna tillbaka till Dortmund, till mamma Johannas föräldrahem på Luisenstraße 22. Sedan barnsben hade morföräldrarna, lantmätare Christian Fink (1835–1910) och Marie, f. Mügge (1850–1911), spelat en stor roll för Richard. Därför delar han idag också gravplats med såväl föräldrar som morföräldrar på griftegården Südwestfriedhof i Dortmund.

## Verk

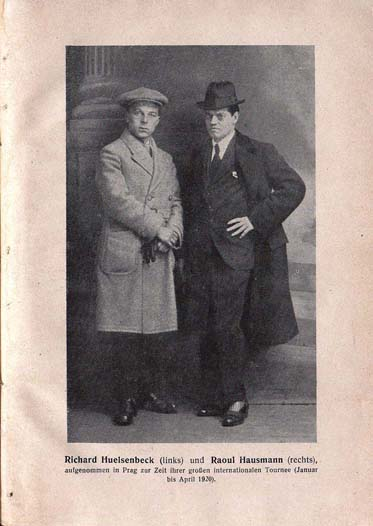
Richard Huelsenbeck (till vänster) och Raoul Hausmann i Prag under deras dadaturné tillsammans med Johannes Baader (1875–1955) från januari till mars 1920. Ur Dada Almanach (1920).

Fyra av Richard Huelsenbecks böcker återfanns på listan över "bannlysta böcker" som Reichskulturkammer upprättade 1935. Dessa var versboken Phantastische Gebete (1916), essäerna DADA siegt!, en tidig utvärdering av och historik över dadaismen och Deutschland muss untergehen!, en memoarbok av "en gammal dadaistisk revolutionär", båda utgivna 1920, samt romanen China frisst Menschen (1930). Alla utom romanen kan läsas här online på originalspråket. En av dem finns dessutom på svenska sedan millennieskiftet, Fantastiska böner i översättning av Mattias Forshage.

### Verkförteckning från dadaperioden 1916-1921
- Schalaben schalabai schalamezomai. Verser med 4 teckningar av Hans Arp från 1914 (Zürich: Collection DADA, augusti 1916) Online (International Dada Archive)
- Phantastische Gebete. Verser med sju träsnitt av Hans Arp. (Zürich: Collection DADA, 1916); en andra utökad upplaga med 13 teckningar av George Grosz på Malik-Verlag i Berlin, februari 1920 Online (IDA) ; en nyutgåva av båda upplagorna med Hans Arps träsnitt och George Grosz teckningar, samt ett efterord av kännaren Herbert Kapfer (Giessen: Anabas Verlag, 1993)
- Verwandlungen: Novelle (München: Roland-Verlag Dr. Albert Mundt, 1918)  Online (IDA)
- Azteken oder die Knallbude: Eine militärische Novelle (Berlin: Reuß und Pollack 1918.)
- Dada Almanach (red.) (Berlin: Erich Reiss Verlag, 1920) Online (IDA)
- En avant Dada. Eine Geschichte des Dadaismus (Hannover: Paul Steegemann Verlag, 1920) Online (IDA)
- Dada siegt. Eine Bilanz des Dadaismus (Berlin: Malik-Verlag, 1920) Online (IDA)
- Deutschland muss untergehen! Erinnerungen eines alten dadaistischen Revolutionärs (Berlin: Malik-Verlag, 1920) Online (IDA)
- Doctor Billig am Ende. Ein Roman. Med åtta teckningar av George Grosz. (München: Kurt Wolff, 1921) Online (IDA)

#### Svenska
- Det första dadaanförandet i Tyskland (1918), i Gunnar Qvarnström (red.): "Moderna manifest 1. Futurism och dadaism" (1973)
- Dadaistiskt gruppmanifest (1918), ibid.
- Inledning till Dada Almanack (1920), ibid.
- "[Dikter]": Världens undergång, Majnatt saliga rytmer och Aftonen nalkas lammen går hem, tre dikter ur Phantastische Gebete (1920) tolkade av Torsten Ekbom (Dagens Nyheter, 1975-11-02)
- "[Texter]": Dada: en antologi i urval och översättning av Ingemar Johansson (Bakhåll, 1985)
- Fantastiska böner. Översättning och efterord av Mattias Forshage (Ellerström, 2000)

### Senare verk
- Afrika in Sicht. Ein Reisebericht über fremde Länder und abenteuerliche Menschen, reseskildring (Dresden: Jess, 1928)
- Der Sprung nach Osten. Bericht einer Frachtdampferfahrt nach Japan, China und Indien, reseskildring (Dresden: Jess, 1928)
- China frißt Menschen, roman (Zürich/Leipzig: Orell Füssli, 1930)
- Der Traum vom großen Glück, roman (Berlin: S. Fischer Verlag, 1933)
- Die Newyorker Kantaten. Cantates New-Yorkaises, dikter i en tvåspråkig (tysk-fransk) originalutgåva, med sex teckningar av Hans Arp, förord Michel Seuphor och fransk översättning Robert Valancay (New York / Paris: Berggruen & Cie European Art Documentation, 1952)
- Die Antwort der Tiefe, dikter, med sju bilder av Hans Arp (Wiesbaden: Limes Verlag, 1954)
- Mit Witz, Licht und Grütze. Auf den Spuren des Dadaismus (Wiesbaden: Limes Verlag, 1957)
  - Memoirs of a Dada Drummer, en engelskspråkig översättning av Mit Witz... (New York: The Viking Press, 1974)
- Dada. Eine literarische Dokumentation, antologi (red.) (Reinbek bei Hamburg: Rowohlt, 1964)
- Reise bis ans Ende der Freiheit. Autobiografische Fragmente, postum självbiografi (Heidelberg: Verlag Lambert Schneider, 1984)
- Die Sonne von Black-Point. Ein Liebesroman aus den Tropen, postum roman (München: Belleville, 1996)